# آنا پولونی
آنا پولونی (لهستانی: Anna Polony؛ زادهٔ ۲۱ ژانویهٔ ۱۹۳۹) بازیگر و کارگردان نمایش اهل لهستان است. به او «بانوی نخست تئاتر لهستان» و «دیم تئاتر لهستان» لقب داده‌اند. وی دانش‌آموخته رشتهٔ کارگردانی تئاتر در آکادمی ملی هنرهای نمایشی آ.س.ت. در کراکوف و بعد‌ها از استادان نامدار و مهم این مرکز آموزشی شد و شاگردان فراوانی همچون یان فریچ، ماگدالنا چلتسکا و سونیا بوخوشیه‌ویچ تربیت کرد.
از فیلم‌ها یا برنامه‌های تلویزیونی که وی در آن نقش داشته‌است، می‌توان به با گذشتِ روزها، از پسِ سال‌ها…، پزشکان، راه‌های آزادی، یولیا، هتل ۵۲، ده فرمان و خاطراتی برای بچه‌هایم اشاره کرد.
وی همچنین برندهٔ جوایزی همچون نشان زرین گلوریا آرتیس، نشان کنشگر شایسته فرهنگ، ۳ نشان افتخار تولد لهستان، صلیب زرین صلیب شایستگی و نشان کمیسیون ملی آموزش شده‌است.